# Augusto Bobone
Augusto Bobone (Lisboa, 17 de maio de 1852 — Lisboa, 11 de maio de 1910) foi um notável fotógrafo português.
Bobone foi o fotógrafo oficial da Casa Real nos últimos anos da Monarquia Constitucional.
Ganhou diversos prémios e medalhas nas exposições em que participou, destacando-se, em 1900, a Medalha de Ouro na Exposição Universal de Paris.
Fez parte do Grande Oriente Lusitano Unido.